# Nedrahovické Podhájí
Nedrahovické Podhájí (německy Podhaj bei Nedrahowitz) je malá vesnice, část obce Nedrahovice v okrese Příbram ve Středočeském kraji. Nachází se asi 1,5 kilometru severozápadně od Nedrahovic. Je zde evidováno 21 adres. V roce 2011 zde trvale žilo 45 obyvatel.
Nedrahovické Podhájí je také název katastrálního území o rozloze 1,42 km².

## Historie
První písemná zmínka o vesnici pochází z roku 1369.

## Obyvatelstvo
| Rok            | 1869 | 1880 | 1890 | 1900 | 1910 | 1921 | 1930 | 1950 | 1961 | 1970 | 1980 | 1991 | 2001 | 2011 | 2021 |
| -------------- | ---- | ---- | ---- | ---- | ---- | ---- | ---- | ---- | ---- | ---- | ---- | ---- | ---- | ---- | ---- |
| Počet obyvatel | 122  | 111  | 114  | 108  | 99   | 120  | 91   | 72   | 65   | 60   | 56   | 45   | 53   | 45   | 47   |
| Počet domů     | 17   | 17   | 17   | 17   | 17   | 17   | 18   | 17   | 17   | 14   | 14   | 20   | 19   | 19   | 20   |

## Pamětihodnosti
Jihozápadně od vesnice se nachází přírodní památka Jezera s výskytem kuňky obecné.

## Galerie

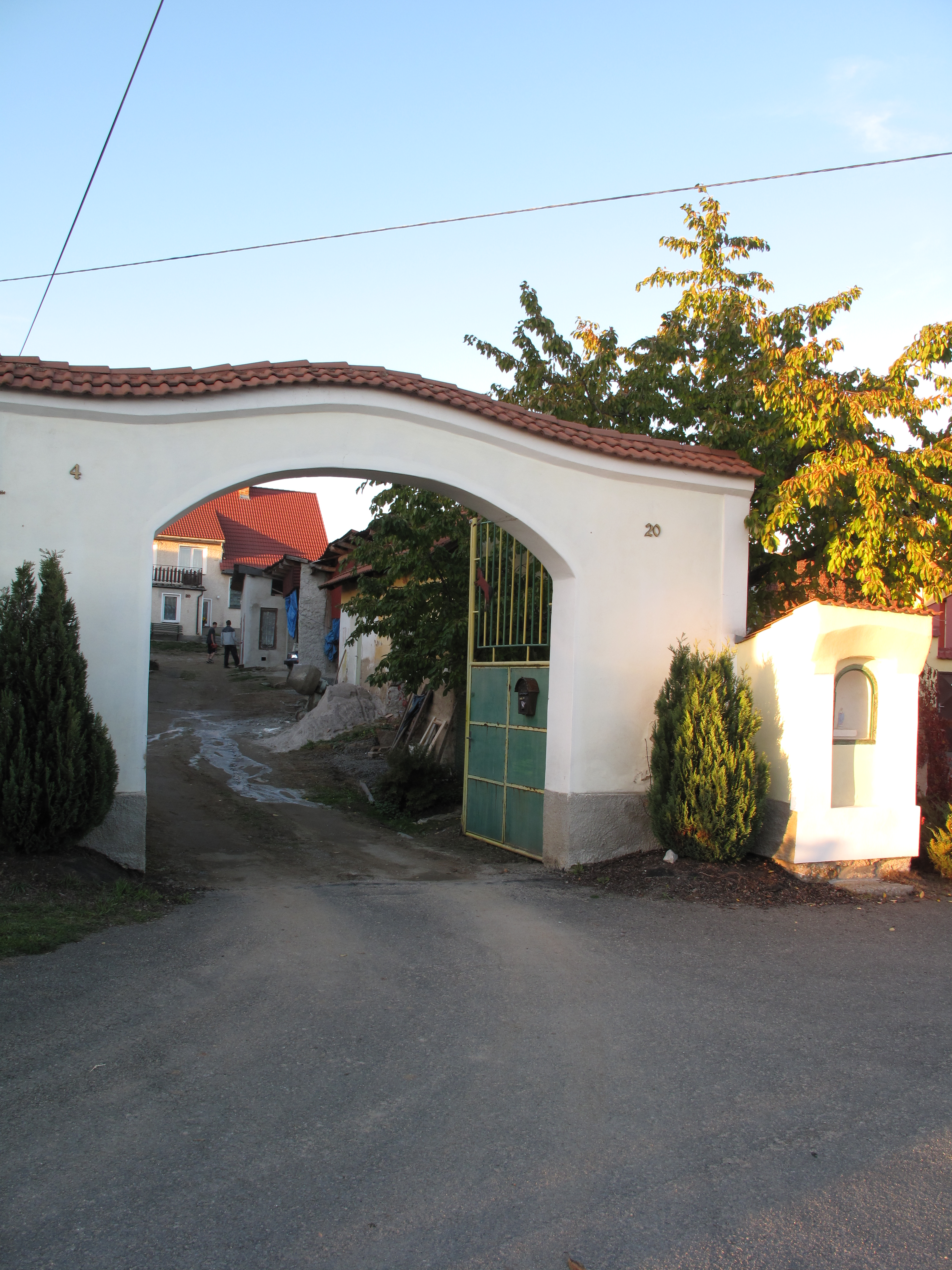
Brána
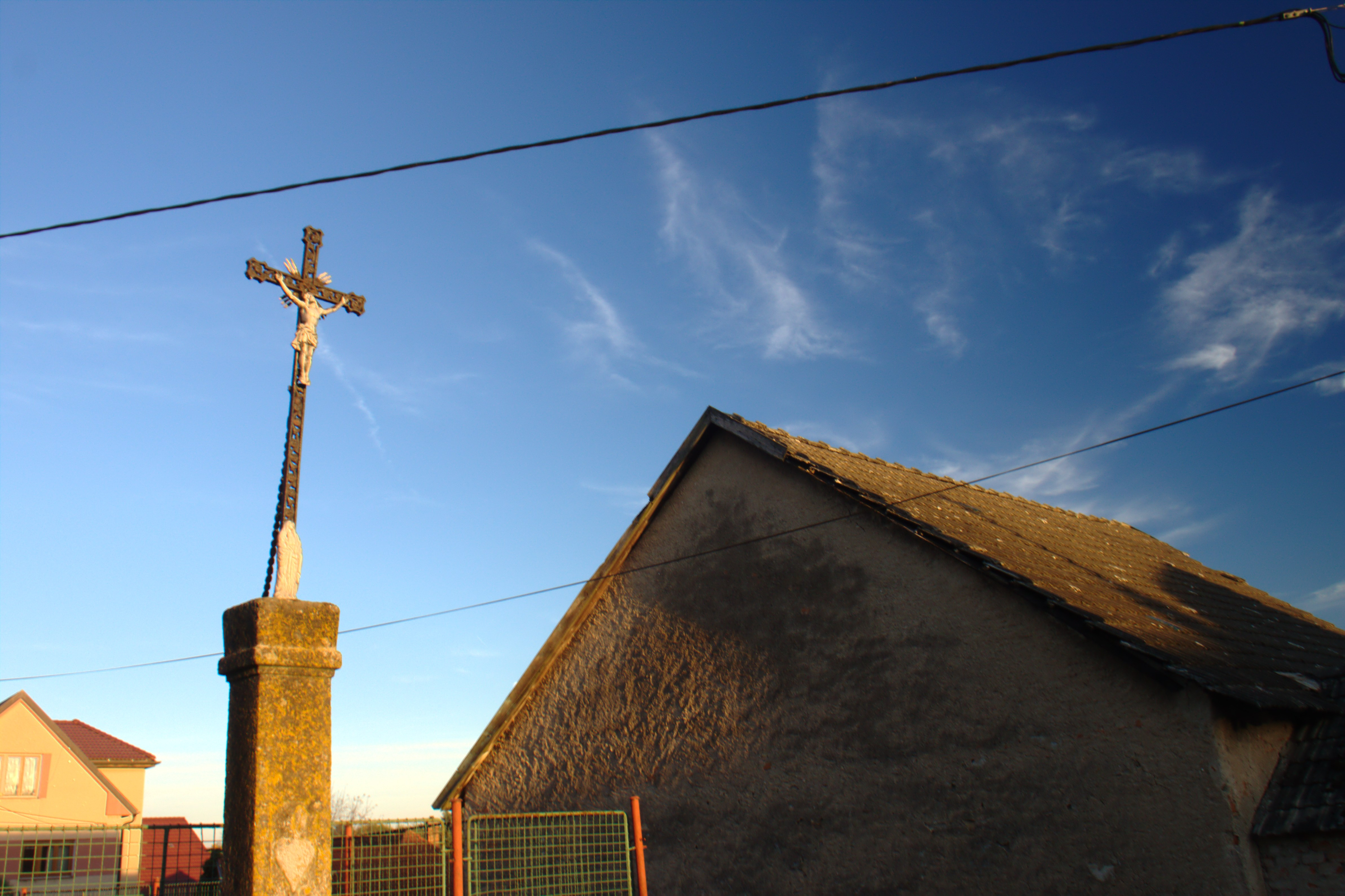
Kříž
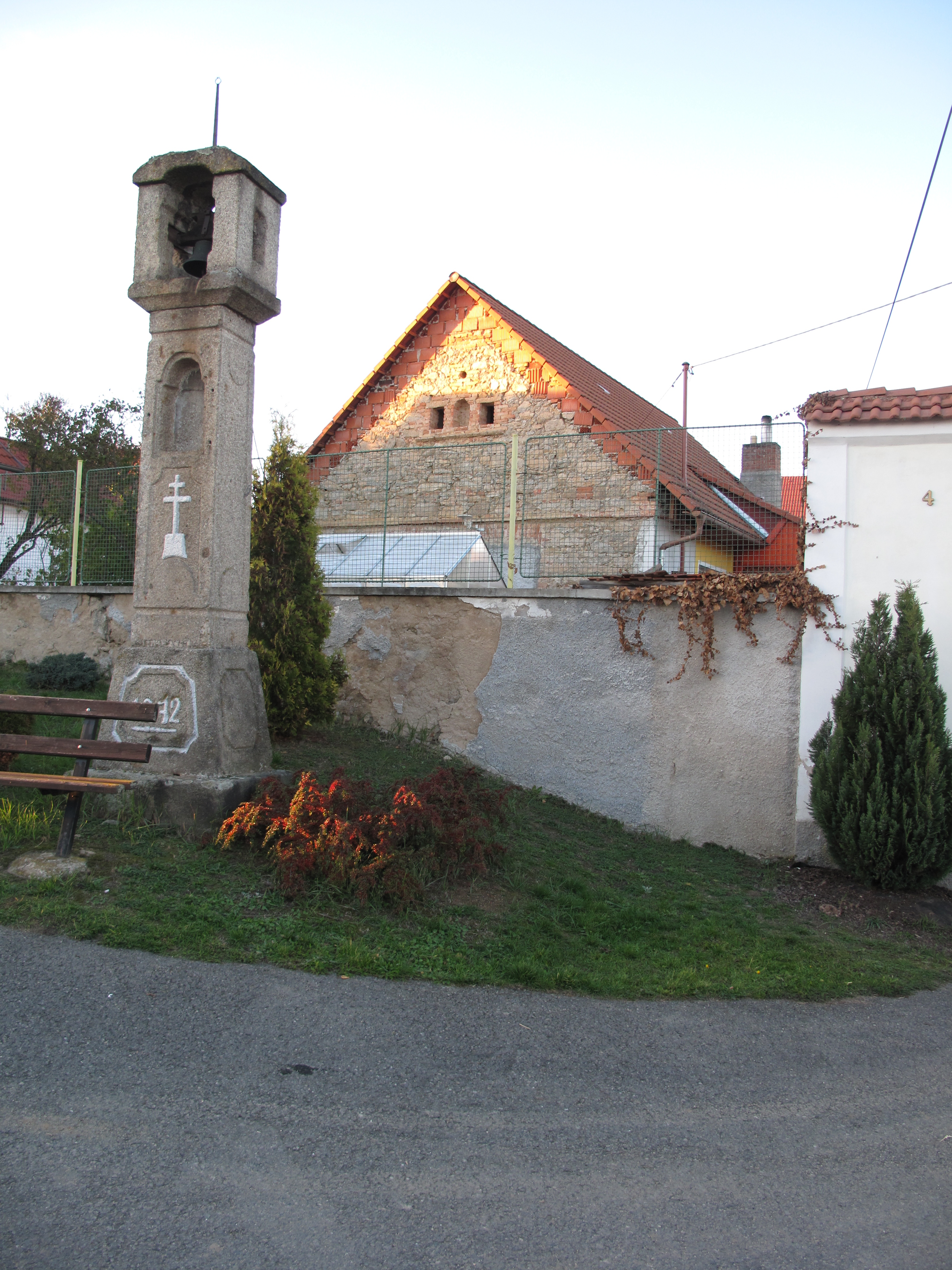
Pomník
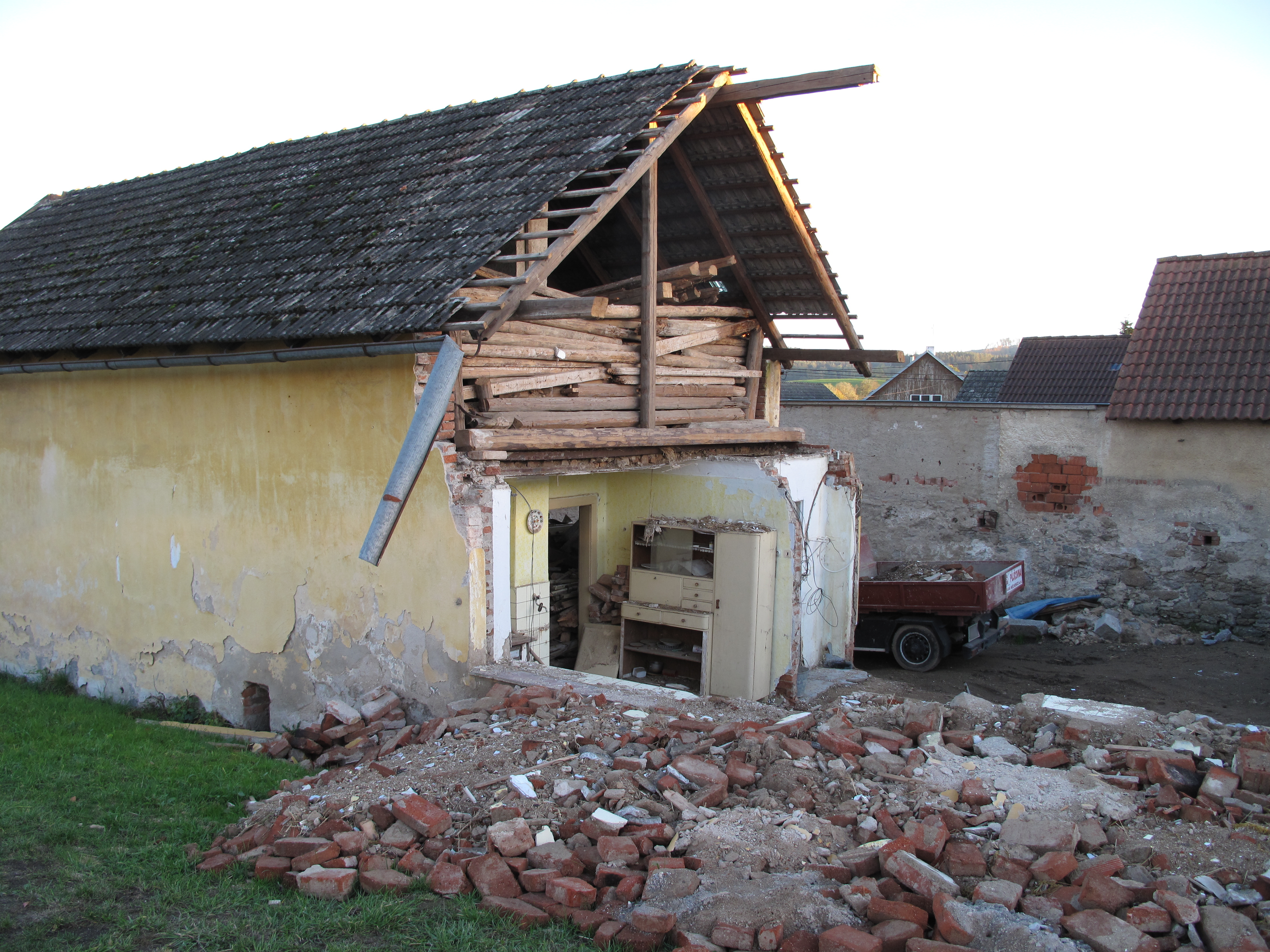
Zbořenina